# Meloboris collector
Meloboris collector là một loài tò vò trong họ Ichneumonidae.